# Fejes Tamás
Fejes Tamás (Debrecen, 1973. március 15. –) üzletember, műgyűjtő, a Tankcsapda együttes dobosa.

## Élete
12 évesen kezdett el dobolni, Beatles-lemezekre, majd a szülei zeneiskolába íratták. Ott a Nosztalgia Blues Band tagja lett. Első saját együttesét bátyjával, Fejes Jánossal alapította. Autószervizben is dolgozott, később hangszerboltban volt eladó.
2000 óta játszik a Tankcsapdában. Az ő érkezéséhez köthetők az olyan slágerek, mint a Mennyország Tourist vagy az Üdvözöl a pokol. 
Hangszerboltokat is működtet, emellett pedig Roncsbár néven nyitott szórakozóhelyet egy barátjával közösen Debrecenben. Közel harminc éve foglalkozik hangszer-kereskedelemmel, üzlethálózata, a Hangszerarzenál – a saját területén – évek óta piacvezető.
2024-től a Kincsvadászok című műsor szereplője. Vendéglátóhelyeire: a debreceni Paripa csárdába, a Kapcsolj ki vendégházába is vásárol régiségeket. 
Két fiú édesapja, gyermekei: Fejes Tamás Patrik (2001) és Fejes Milán (2009).

## Felszerelése a Tankcsapdában
- Tama Starclassic maple dobok
- Tama Iron Cobra Pedal
- MEINL cintányérok
- Aquarian bőrök
- Audio Technica és AKG mikrofonok
- Promark dobverő
- Roland Metronome

## Diszkográfia
Tankcsapda